# 로보택시
로보택시(robotaxi) 또는 로봇택시(robot taxi), 자율주행택시(self-driving taxi), 무인택시(driverless taxi)는 승차 공유 회사에서 운영하는 자율주행차(SAE 자동화 레벨 4 또는 5)이다.
일부 연구에서는 AMoD(Autonomous Mobility On Demand) 서비스에서 작동하는 로보택시가 대규모 자율주행차의 가장 빠르게 채택되는 응용 부문 중 하나이자 특히 도시 지역에서 주요 모빌리티 솔루션이 될 수 있다는 가설을 세웠다. 또한 교통안전, 교통 체증 및 주차에 매우 긍정적인 영향을 미칠 수 있다. 로보택시는 또한 도시 오염과 에너지 소비를 줄일 수 있다. 이러한 서비스는 전기자동차를 사용할 가능성이 높으며 대부분의 탑승에 대해 개인 소유 차량에 비해 더 적은 차량 크기와 범위가 필요하기 때문이다. 예상되는 차량 수의 감소는 내재 에너지의 감소를 의미한다. 그러나 빈 차량의 재분배를 위한 에너지 소비를 고려해야 한다. 로보택시는 인간 운전자의 필요성을 제거함으로써 운영 비용을 절감할 수 있으며, 이를 통해 저렴한 교통 수단이 될 수 있으며 개인 자동차 소유와 달리 서비스형 모빌리티(TaaS)의 인기가 높아질 수 있다. 이러한 발전은 일자리 파괴와 운영자 책임과 관련된 새로운 문제로 이어질 수 있다. 2023년에는 일부 로보택시가 셀룰러 연결 끊김으로 인해 도로를 막아 정체를 초래하기도 했고, 긴급 차량에 제대로 양보하지 못한 경우도 있었다. 2023년 기준 로보택시와 관련된 사망자는 1명뿐이며, 2018년에는 우버 테스트 차량에 치인 보행자이다.
빠르면 2018년까지 로보택시가 광범위하고 빠르게 도입될 것이라는 예측은 아직 실현되지 않았다. 전 세계 도시에서 수많은 실험이 진행 중이며, 그 중 일부는 대중에게 공개되어 수익을 창출한다. 그러나 2021년 기준 자율주행 기술의 발전이 정체된 것은 아닌지, 사회적 수용성, 사이버 보안, 비용 문제가 해결되었는지에 대한 의문이 제기되고 있다.

## 같이 보기
- 무인 자동차